# Irma Grese
Irma Ilse Ida Grese (Wrechen; 7 de octubre de 1923 - Hamelín; 13 de diciembre de 1945) fue guardia de los campos de concentración nazis de Ravensbrück y Auschwitz-Birkenau, y la alcaide de la sección femenina de Bergen-Belsen. Fue miembro voluntaria de las SS.
Grese fue declarada culpable de delitos de maltratos y asesinato de prisioneros cometidos en los campos de concentración de Auschwitz y Bergen-Belsen, por lo que se la condenó a muerte en el juicio de Bergen-Belsen. Ejecutada a los 22 años, fue la mujer más joven en morir judicialmente bajo la ley británica del siglo XX. Las reclusas de Auschwitz la apodaron "la hiena de Auschwitz" ("die Hyäne von Auschwitz") y también se la conocía con los apodos "La bella bestia", "La cancerbera", "El ángel de la muerte" (nombre también acuñado al médico nazi Josef Mengele).

## Biografía

### Infancia y juventud
Hija de Alfred Grese, un agricultor que disentía del Partido Nazi, y de Berta, una mujer que se suicidó en 1936, Irma dejó la escuela a los quince años, debido al poco empeño en los estudios y a sus intereses fanáticos en participar en la Bund Deutscher Mädel (Liga de la Juventud Femenina Alemana), que su padre no aprobaba.
En 1942, con 18 años, se presentó como voluntaria para un entrenamiento en el campo de Ravensbrück, lo que provocó la furia de su padre, contrario a tal trabajo. Cuando Irma llegó a casa con el uniforme, su padre la echó de casa, a lo que ella respondió denunciándolo, por lo que su padre fue encarcelado. 
Entre otras de sus actividades, trabajó dos años en un sanatorio de las SS e intentó, sin éxito, graduarse como enfermera.

### Servicio con las SS
En 1943 ingresó en el Campo de concentración de Auschwitz como SS Oberaufseherin (guardia femenina), y para finales de ese mismo año fue ascendida a supervisora, la segunda mujer de más alto rango en el campamento, después de María Mandel, a cargo de alrededor de 30.000 reclusas de origen judío. El ascenso se produjo a causa de su enorme fanatismo nazi y el considerable sadismo que desarrolló.
Después de Auschwitz, su sadismo continuó en Ravensbrück y Bergen-Belsen, tres campos de exterminio nazis. Fue detenida el 15 de abril de 1945 por los británicos en el último de ellos, junto a otros integrantes de las SS.

### Crímenes de guerra
Irma Grese fue una de las principales criminales de guerra en el juicio de Bergen-Belsen, realizado entre septiembre y diciembre de 1945. Las supervivientes de los campos que testificaron la acusaron de asesinatos y torturas. Siempre usando pesadas botas, látigo y pistola, entre otros elementos, Irma Grese era conocida por dejar que perros se lanzaran encima de las presas para devorarlas, asesinar a internas a tiros a sangre fría, torturar a niños, cometer abusos sexuales y dar palizas sádicas con látigos trenzados hasta provocar la muerte de las víctimas.
Aunque Irma Grese renegase de los asesinatos y manifestase que solo conocía el destino de las prisioneras por boca de ellas mismas, nunca renegó de su ideario nazi y cantaba himnos de las SS en su celda. 
En el juicio de Bergen-Belsen, se la condenó a la horca a los 22 años -la más joven condenada a muerte por leyes británicas en el siglo XX-. Fue ejecutada en la prisión de Hamelín (Alemania) el 13 de diciembre de 1945. 

### Ejecución
Parece que hubo un enfrentamiento con el famoso verdugo inglés Albert Pierrepoint. Cuando intentó poner una capucha oscura a la condenada, esta se negó violentamente. Pierrepoint la abofeteó fuerte repetidas veces hasta que logró dominarla. Sus últimas palabras fueron: "Schnell!" ("¡Rápido!") mientras lloraba. Pierrepoint le colocó la soga alrededor del cuello a Grese, pero de forma inadecuada. Se cree que en realidad, Grese murió por estrangulamiento y no por ahorcamiento, teniendo una muerte lenta, agónica y dolorosa. Después de su ejecución, se mutiló e incineró su cuerpo para que después las cenizas fueran arrojadas a un río de desagüe.

### Testimonios
...Por aquel entonces, las "selecciones" eran llevadas a cabo por las más altas jerarquías femeninas del campo, Hasse e Irma Grese. Los lunes, miércoles y sábados, duraban las revistas desde el amanecer hasta que expiraba la tarde, hora en que tenían ya completa su cuota de víctimas.

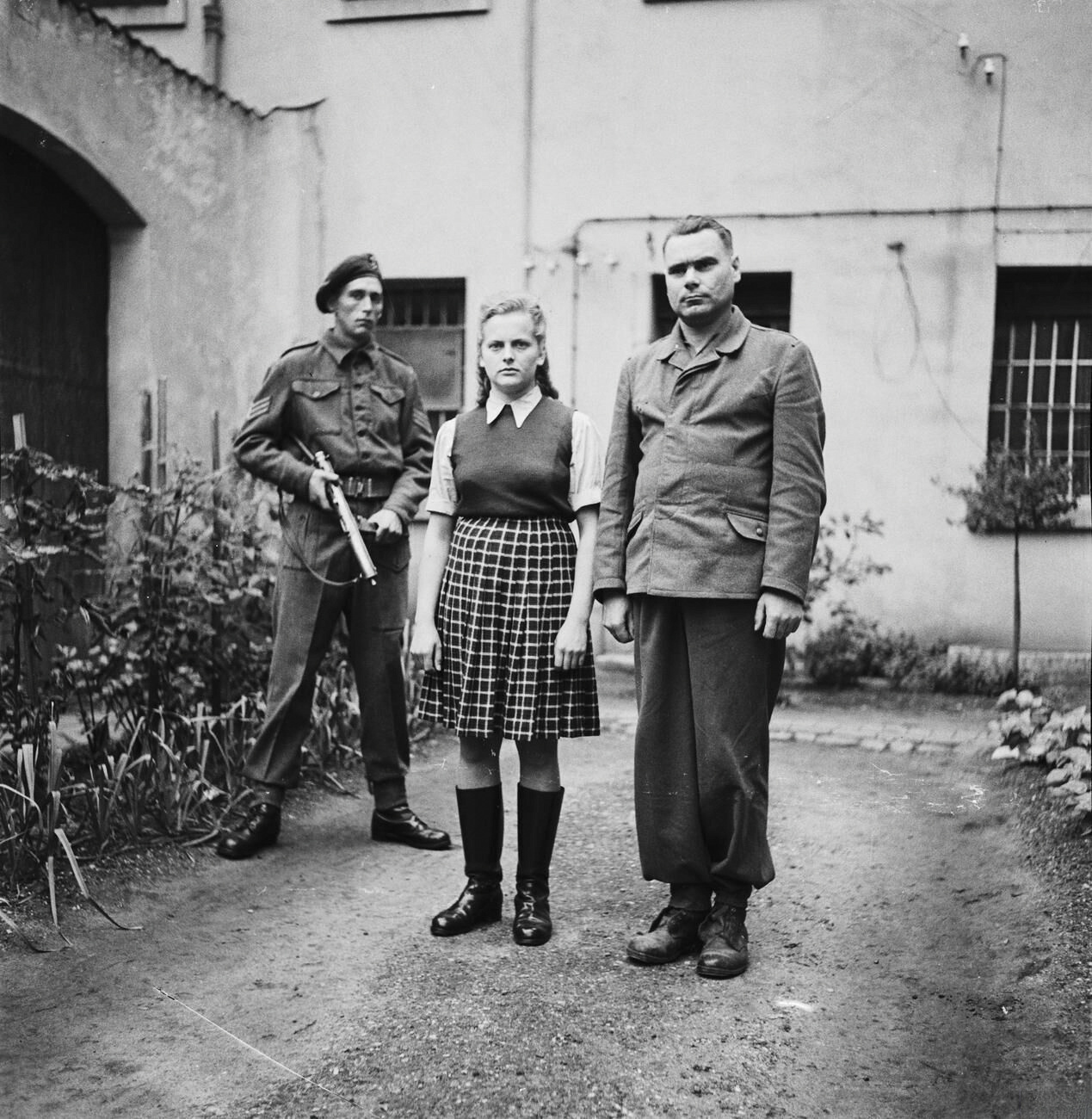
Irma Grese y Josef Kramer, detenidos por las autoridades británicas poco después de la liberación del campo de concentración de Bergen-Belsen.

Cuando aquellas dos mujeres se presentaban a la entrada del campo, las internadas, quienes ya sabían lo que les esperaba, se echaban a temblar.
Irma Grese se adelantaba hacia las prisioneras con su andar ondulante y sus caderas en movimiento. Los ojos de las cuarenta mil desventuradas mujeres, mudas e inmóviles, se clavaban en ella. Era de estatura mediana, estaba elegantemente ataviada y tenía el cabello impecablemente arreglado.
El terror mortal inspirado por su presencia la complacía indudablemente y la deleitaba. Porque aquella muchacha veinteañera carecía en absoluto de entrañas. Con mano segura escogía a sus víctimas, no sólo de entre las sanas, sino de entre las enfermas, débiles e incapacitadas. 
Las que, a pesar de su hambre y penalidades, seguían manifestando un poco de su belleza física anterior, eran las primeras en ser seleccionadas. Constituían los blancos especiales de la atención de Irma Grese.
Durante las "selecciones", el "ángel rubio de Belsen", como más adelante había de llamarla la prensa, manejaba con liberalidad su látigo. Sacudía fustazos adonde se le antojaba, y a nosotras no nos tocaba más que aguantar lo mejor que pudiésemos. Nuestras contorsiones de dolor y la sangre que derramábamos la hacían sonreír. ¡Qué dentadura más impecable tenía! ¡Sus dientes parecían perlas!
Cierto día de junio del año 1944, eran empujadas a los lavabos 315 mujeres "seleccionadas". Ya las pobres desventuradas habían sido molidas a puntapiés y latigazos en el gran vestíbulo. Luego Irma Grese mandó a los guardianes de las SS que claveteasen la puerta. Así fue de sencillo.

Antes de ser enviadas a la cámara de gas, debían pasar revista ante el doctor Fritz Klein. Pero él las hizo esperar tres días. Durante aquel tiempo, las mujeres condenadas tuvieron que vivir apretujadas y tiradas sobre el pavimento de cemento sin comida, ni bebida, ni excusados. Eran seres humanos, ¿pero a quién le importaban?...